# Флојд (Њу Мексико)
Флојд (енгл. Floyd) град је у америчкој савезној држави Њу Мексико.

## Демографија
По попису из 2010. године број становника је 133, што је 55 (70,5%) становника више него 2000. године.
| Група             | 2000.      | 2010.      |
| Белци             | 65 (83,3%) | 77 (57,9%) |
| Афроамериканци    | 0 (0,0%)   | 0 (0,0%)   |
| Азијати           | 0 (0,0%)   | 0 (0,0%)   |
| Хиспаноамериканци | 12 (15,4%) | 56 (42,1%) |
| Укупно            | 78         | 133        |